# Municipio de San Javier
El municipio de San Javier es uno de los 3 municipios existentes en el departamento de Río Negro, Uruguay. Tiene su sede en la localidad homónima.

## Ubicación
El municipio se encuentra localizado en la zona noroeste del departamento de Río Negro.

## Historia
El municipio fue creado en marzo de 2013 a iniciativa de la Junta departamental de Río Negro, de acuerdo a lo estipulado en la Ley N.º 18.567. A la vez que fueron determinados sus límites, los cuales corresponden al distrito electoral LBA del departamento de Río Negro, mientras que sus primeras autoridades fueron elegidas en las elecciones municipales de mayo de 2015.

## Límites
Los límites fueron fijados de acuerdo a los límites de la circunscripción electoral LBA del departamento de Río Negro, siendo estos:
- por el oeste, el río Uruguay;
- por el norte, arroyo Negro y arroyo Nañez (ó Núñez);
- por el sureste, ruta 25 y arroyo Román Grande.

## Localidades
La única localidad que forma parte de este municipio es la localidad de San Javier.

## Autoridades
La autoridad del municipio es el Concejo Municipal, compuesto por el Alcalde y cuatro Concejales.
Alcaldes según período:
| Nº | Alcalde                | Partido             | Inicio del mandato      | Fin del mandato         | Observaciones   | Concejales                                                                          |
| -- | ---------------------- | ------------------- | ----------------------- | ----------------------- | --------------- | ----------------------------------------------------------------------------------- |
| 1  | Aníbal Daniel Facchin  | Partido Nacional PN | 9 de julio de 2015      | 26 de noviembre de 2020 | Alcalde elegido | Leonardo Martínez (PN) Roberto C. Bizoza (PN) Nerys Trindade (PC) Javier Ifran (FA) |
| 2  | Washington Andrés Laco | Partido Nacional PN | 27 de noviembre de 2020 | 2025                    | Alcalde elegido | José Mendieta (PN) Miryam Jodus (PN) Shirley Cirone (PN) María José Olivera (FA)    |